# Nkandla
Nkandla é uma cidade no distrito de uThungulu de KwaZulu-Natal, na África do Sul. É a sede do Município Local de Nkandla, e o distrito em que se situa a residência do ex-presidente da África do Sul, Jacob Zuma. A residência está localizada a 40 km ao sul da cidade de Nkandla, além da Floresta de Nkandla e na estrada para Kranskop.
A região de Nkandla abrange cerca de 115.000 habitantes, espalhados de forma relativamente esparsa por uma grande área. Nkandla é principalmente uma área rural e está entre os cinco lugares mais pobres da província de KwaZulu-Natal. A pobreza é predominante, com 44% de desemprego. A maioria de sua população é da etnia Zulus.
Um documentário de 2004, The Orphans of Nkandla, da BBC e Truevision, relatou as dificuldades e a pobreza dos órfãos em Nkandla.

Zuma foi acompanhado por Nelson Mandela para abrir a Mnyakanya High School, em 2004.